# Pogonomys loriae
Pogonomys loriae is een knaagdier uit het geslacht Pogonomys dat voorkomt op Nieuw-Guinea. Hij leeft in de Vogelkop en de Weyland Range van Westelijk Nieuw-Guinea en in de meeste gebergtes van Papoea-Nieuw-Guinea (inclusief de Torricellibergen, het Huonschiereiland en het uiterste zuidoosten). Hij komt voor op 100 tot 3000 m hoogte. In verschillende gebieden leeft hij echter op andere hoogtes; mogelijk bestaan er meerdere soorten binnen wat nu P. loriae genoemd wordt. Net als andere Pogonomys-soorten leeft hij in bossen. Tot 1979 werd deze soort Pogonomys mollipilosus genoemd, maar die naam hoort in feite bij Pogonomys macrourus. Pogonomys fergussoniensis uit de eilanden ten zuidoosten van Nieuw-Guinea werd vroeger als een ondersoort van P. loriae gezien. Volgens Flannery (1995) bestaan er nog twee ondersoorten, P. l. dryas uit de bergen en P. l. loriae uit de laaglanden. Door de Daribi (Chimbu Province) wordt hij "gelua" genoemd. In het dorp Fas in de Sandaun Province krijgt hij de naam "pwaat". De Indonesische naam is "Tikus Pohon Bulu Halus".
Het is de grootste soort van het geslacht (de Australische Pogonomys sp. 1 is ongeveer even groot qua kop-romplengte, maar heeft een significant kortere staart). De rug is meestal grijs, de onderkant wit. Het is de enige soort van het geslacht met een witgevlekte staart. De kop-romplengte bedraagt 120 tot 168 mm, de staartlengte 180 tot 254 mm, de achtervoetlengte 23.8 tot 28.5 mm, de oorlengte 13 tot 17.5 mm en het gewicht 53 tot 128 gram. Vrouwtjes hebben 1+2=6 mammae.
Overdag slaapt dit dier in een ondergronds nest, dat verschillende ingangen heeft en tunnels van enkele meters lang. Meestal worden er twee tot drie jongen geboren. Het dier paart het hele jaar, behalve in het droge seizoen. Hij eet allerlei plantaardig voedsel, waaronder bloemen, stuifmeel en vooral graswortels.